# Нестримне честолюбство (Дискавері)

## Про епізод
Нестримне честолюбство — дванадцятий епізод американського телевізійного серіалу «Зоряний шлях: Дискавері», який відбувається приблизно за десять років до подій оригінального серіалу «Зоряний шлях» та показує війну між Федерацією й клінгонами. Епізод був написаний Ханель Кулпеппер а режисувала Джордон Надіно. Перший показ відбувся 21 січня 2018 року.

## Зміст
Бернем і Лорка відправляються на імперський флагман «Харон» човником. Майкл готує Лорку до перебування в камері болю і повідомляє — Сару частково розшифровує дані «Непокірного».
Курсантка оповідає Сару про свої спроби в лікуванні Стамеца який перебуває в комі. Стамец не зможе запустити споровий двигун в такому стані. Стамец титм часом в нетрях спорового світу розмовляє із собою з Дзеркального всесвіту. Двійник теж перебуває в комі на своєму кораблі після нещасного випадку при дослідах. А в мережі міцелію їм назустріч рухається якийсь ворог.
Імператорка після особистого побиття відправляє Лорку в камеру тортур і запрошує Бернем на вечерю, та каже — Майкл цього світу — її прийомна дочка. На вечері Майкл доводиться їсти страву з особисто вибраного келпійця.
Особистості Тайлера і Вока ворогують в одному тілі. В медвідділенні Тайлер пробивається і просить Сару допомогти — потім повертається Вок-руйнівник. І в цьому світі Майкл змовлялася з Лоркою щоб посісти трон. Імператорка збирається стратити Бернем. Але Майкл демонструє імператорці докази що Бернем із іншого всесвіту. Імператорка знищує всіх присутніх в тронній залі — щоб не видали таємниці.
Стамец зустрічає відгомін Калбера, він говорить, що мертвий і що дзеркальний Стамец винен в зараженні мікоїдної мережі. Стамец пробуджується і виявляє, що спорові рослини на борту «Дискавері» вже заражені. Його двійник пробуджується на борту «Харона».
Джорджі повідомляє Бернем, що в її всесвіті екіпаж «Непокірного» по прибутті збожеволів. Будучи знайомою з базою даних «Дефайєнта», імператор вірить Бернем та погоджується обміняти схему конструкції спорового двигуна на альтернативні способи переміщатися між всесвітами. Сару транспортує психічно неврівноваженого Тайлера в камеру Л'Релл. Імперський командир перед камерою Лорки вбиває одного із повстанців. Сару вдається переконати Л'Релл допомогти йому. Клінгонка відновлює свідомість Тайлера, знищуючи особистість Вока. Стамец і його двійник опритомнюють на своїх кораблях. Бернем усвідомлює, що той Лорка, якого вона знає — родом з дзеркального всесвіту. Лорці вдається втекти з камери тортур.
Ніщо тут не зникає назавжди

## Сприйняття та відгуки
Станом на лютий 2021 року на сайті «IMDb» серія отримала 8.0 бала підтримки з можливих 10 при 4049 голосах користувачів. На «Rotten Tomatoes» 95 % схвалення при відгуках 19 експертів. Резюме виглядає так: «„Нестримне честолюбство“ дотримується своєї сюжетної лінії, вміло балансуючи філософські роздуми про минуле „Зоряного шляху“ із розвитком персонажів „Дискавері“».
Оглядач «IGN» Скотт Коллура зазначав: «це третій епізод „Дзеркального Всесвіту“ і відповів на ще більше запитань, розгадував ще більше таємниць й подарував ще більше страшних завдань для „Дискавері“ який рухається простором Всесвітнього задзеркалля, охоплюючи божевільну альтернативну реальність, не спираючись на інші елементи, які з'являлися в попередніх Зоряних мандрах. І хоча справжня природа Лорки тепер розкрита, залишається питання, чи є він негідником чи ні. Ми побачимо, чи історія Джорджі виявиться правдивою, але якщо це так, то це цілковито змінить саму динаміку серіалу».
В огляді Кейті Берт для «Den of Geek» серію оцінено в 3,5 з 5 та зазначено: «Дискавері з першого дня не впорався із травматичними аспектами характеру Тайлер, але мені подобається, що цей епізод говорить про постать Сару. За відсутності Лорки та Майкл, він стає керівником корабля. Щось мені підказує, що в найближчих епізодах вони як ніколи потребуватимуть його керівництва».

## Знімались
- Сонеква Мартін-Грін — Майкл Бернем
- Даг Джонс — Сару
- Шазад Латіф — Еш Тайлер
- Ентоні Репп — Пол Стамец
- Мері Вайзман — Сільвія Тіллі
- Джейсон Айзекс — капітан Габріель Лорка
- Мішель Єо — імператорка Джорджі
- Мері К'єффо — Л'Релл
- Вілсон Круз — Гаг Калбер
- Рейвен Дауда — Поллард
- Біллі Маклеллан — Барлоу
- Двейн Мерфі — Меддокс
- Тасія Валенса — голос комп'ютера «Шеньчжоу»